# Adalberto I di Toscana
Adalberto (820 circa – 884 circa) è stato marchese di Toscana e Tutor Corsicae dall'846.

## Biografia
Adalberto era figlio del conte di Lucca Bonifacio II, della stirpe dei Bonifaci, e di Berta, padre del marchese Adalberto II il Ricco. Difesa la Corsica dai Saraceni, si schierò dapprima con l'antipapa Anastasio contro papa Benedetto III, poi con quest'ultimo. Nella lotta tra papa Formoso e papa Giovanni VIII parteggiò per il primo, e, con l'aiuto del cognato Lamberto I di Spoleto, nel marzo dell'878, gli conquistò Roma; ma si rappacificò immediatamente con la Chiesa dopo l'intervento di Carlomanno II di Francia a favore di Giovanni VIII.

## Matrimonio e figli
Sposò Anonsuara († 875 circa), di ascendenza sconosciuta.
Adalberto quindi si risposò con Rotilde, figlia di Guido I di Spoleto, nobile franco, e sorella di Lamberto I e Guido II di Spoleto, il quale fu re d'Italia e Imperatore.
Essi ebbero:
- Adalberto II di Toscana;
- Una figlia di nome sconosciuto che sposò Ubaldo, del clan degli Hucpoldingi[1][2];
- Bonifacio;
- Una figlia di nome sconosciuto (probabilmente Reginsinda) suora dell'abbazia di Santa Giulia a Brescia.